# Stilövningar
Stilövningar (originaltitel: Exercices de style), är en skönlitterär bok av Raymond Queneau, publicerad 1947. Den översattes för första gången till svenska av Lars Hagström 1987.

## Handling
Boken är uppdelad i 99 kapitel som var och en berättar samma historia, men på olika sätt. Detta sker exempelvis genom att Queneau skriver med medicinspråk, använder olika versmått eller berättar med tonvikt på ljudet.
Historien i varje kapitel utgörs av att en man på en buss står och beskyller en medpassagerare för att ha trängt sig, varpå han hittar en sittplats. Senare är mannen tillsammans med en vän som ber honom att sy i en knapp på hans överrock.